# Amaury Capiot
Amaury Capiot (Tongeren, Bélgica, 25 de junho de 1993) é um ciclista profissional belga que milita no conjunto Sport Vlaanderen-Baloise.

## Palmarés
2015
- Omloop Mandel-Leie-Schelde[1]